# Сула (архипелаг)
Сула (на индонезийски: Kepulauan Sula) са група острови в Малайския архипелаг, съставна част на Молукските острови, принадлежащи на Индонезия. Общата им площ е 4834 km², като най-големите са Талиабу, Манголе и Санана. На юг се мият от водите на море Банда, на север – от водите на Молукско море, а на изток – от водите на море Серам. На запад от тях са групата острови Бангай и големият остров Сулавеси, а на югоизток протокът Пити ги отделя от остров Буру. Към 2020 г. населението им възлиза на 104 000 души. Изградени са предимно от шисти и гранити, припокрити с пясъчници и варовици. Максималната височина е 1157 m на остров Талиабу. Климатът е екваториален, с годишна сума на валежите от 1700 до 3000 mm. Покрити са с влажни тропични гори с преобладаване на диптерокарпови и палми. Основните земеделски култури са ориз и царевица, има износ на копра и местен риболов. Основно пристанище е град Синана, разположен на едноименния остров.